# Font de l'Arç
La Font de l'Arç és una font d'Olot (Garrotxa) protegida com a Bé Cultural d'Interès Local.

## Descripció
Mitjançant la conducció d'aigua originària que abasteix al mas Tossols es localitza l'aigua sobrant que va a parar al riu. Es localitza a la vora dreta del riu Fluvià a curta distància dels Tossols, al costat del camí que porta als paratges de les fonts de Sant Roc. Gens abundosa amb cabal deficient, i malmesa per les intervencions per tallada d'arbres d'aquest paratge.